# Data juliana

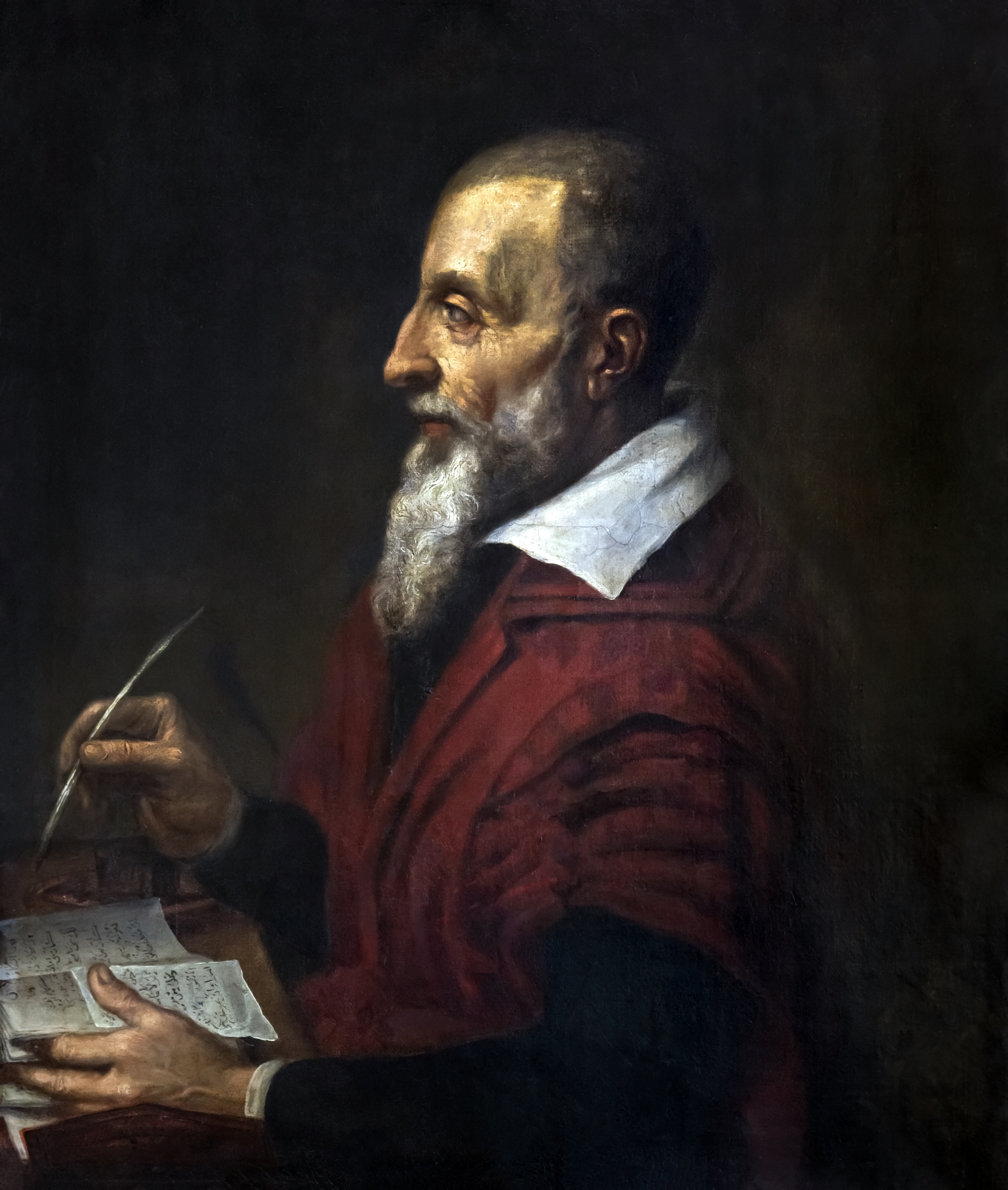
Proposta em 1583 pelo cronologista francês Joseph Justus Scaliger (1540-1609) e assim chamado em homenagem a seu pai, Julius Caesar Scaliger, que por sua vez tinha este nome em honra do famoso imperador.

Em astronomia, com aplicações na cronologia de acontecimentos históricos, a data juliana ou dia juliano é um método de contar os dias sequencialmente, começando em uma data arbitrária no passado. Ele foi proposto por Joseph Justus Scaliger no ano de 1583.

## Funcionamento
Os dias são contados de forma contínua, sem a separação em semanas, meses ou anos. Cada dia se inicia ao meio-dia e vai até o meio-dia seguinte e recebe o nome de Dia Juliano (DJ), por ter sido inicialmente baseado no calendário Juliano – que era o oficial da Igreja Católica Romana até o final do século XVI – e sendo ainda, uma homenagem ao pai do idealizador deste calendário, cujo nome era justamente Júlio César. Uma vantagem óbvia é que o DJ apresenta o turno da noite, que é justamente o período de observação astronômica, em um mesmo dia do calendário, facilitando a forma de indicação do período de observação. Outro ponto positivo é a facilidade em determinar o período entre dois eventos, bastando apenas subtrair os DJ – muito útil para eventos com ocorrência rara, como a passagem de alguns cometas. 
Sua origem (que corresponde a 0.0) é o meio-dia do dia 1º de janeiro de 4713 a.C. pelo calendário juliano, ou 24 de novembro de 4714 a.C., pelo calendário gregoriano.

## Como Calcular
Para fazer a conversão de qualquer data para o dia juliano (desde o ano 4713 a.C.), devemos efetuar o seguinte cálculo:
Primeiro, pegamos os números referentes ao dia, ao mês e ao ano.
Se a data a ser calculada possui um mês anterior a março (03), devemos fazer a seguinte correção nos cálculos:
```
     ano = ano - 1 e mês = mês + 12
```

Se a data for igual ou posterior a 15/10/1582, início do Calendário Gregoriano, façamos:
```
     A = parte inteira de (ano ÷ 100)
     B = parte inteira de (A ÷ 4)
     C = 2 - A + B
```

Já se a data for igual ou anterior a 4/10/1582, fim do Calendário Juliano:
```
     C = 0
```

Com estes cálculos em mãos, façamos:
```
     D = parte inteira de [365,25 x (ano + 4716)]
     E = parte inteira de [30,6001 x (mês + 1)]
```

O DJ será então o resultado de:
```
     DJ = D + E + dia + C - 1524,5
```

## Exemplo
Tem-se que ao meio-dia do dia 01/01/2010 se iniciou o DJ número 2 455 198, que irá terminar ao meio-dia do dia 02/01/2010, quando se inicia o DJ número 2 455 199, e assim por diante.
A hora do dia em DJ é expressa em números decimais, por exemplo, 2 455 198,5 significa que se passaram 0,5 dias desde o início do DJ indicado. Em outras palavras, justamente meia-noite do dia 1º para o dia 2 de janeiro de 2010. Pode ser mais cômodo utilizar o DJ para indicações de observações noturnas, pois o dia não se altera durante a observação.
O DJ correspondente ao dia 17 de março de 2025, ou seja, o dia de hoje, é 2460751.825.